# Boochit Aungkulanavin
Boochit Aungkulanavin es un deportista tailandés que compitió en atletismo adaptado. Ganó una medalla de bronce en los Juegos Paralímpicos de Barcelona 1992 en la prueba de lanzamiento de jabalina (clase THS4).

## Palmarés internacional
| Juegos Paralímpicos | Juegos Paralímpicos | Juegos Paralímpicos | Juegos Paralímpicos |
| Año                 | Lugar               | Medalla             | Prueba              |
| ------------------- | ------------------- | ------------------- | ------------------- |
| 1992                | Barcelona (España)  | Medalla de bronce   | Jabalina THS4       |